# Carlscrona (1749)
Carlscrona var en svensk galär som byggdes 1749 för svenska skärgårdsflottans räkning på Karlskrona Örlogsvarv under ledning av skeppsbyggmästaren Gilbert Sheldon. Hon var bestyckad med sex kanoner och förde en besättning på 310 man. Carlskrona deltog i slaget vid Stettiner Haff 1759.